# Couto de Cima
Couto de Cima is een plaats (freguesia) in de Portugese gemeente Viseu en telt 886 inwoners (2001).